# 世界列車の旅〜夢の蒸気機関車探訪〜
『世界列車の旅〜夢の蒸気機関車探訪〜』（せかいれっしゃのたび〜ゆめのじょうききかんしゃたんぼう〜）は、BS日テレが放送した鉄道紀行番組。

## 概要
世界各地の鉄道を現役で走る蒸気機関車に乗車して旅をする紀行番組。沿線の紹介や、蒸気機関車を走らせる鉄道員の姿にも触れている。毎回、1ヶ国の鉄道路線が3本ぐらい取り上げられる。

## 放送時間
不定期に木曜の19:00から19:26までの放送で、初回放映日の次回の放送は再放送となる。スポーツ中継などで放送が無い週があるため、不定期放送になっている。

## 放送リスト
|        | 放映日        | 国名             | 鉄道路線・列車                                                        |
| 第1話  | 2010年5月6日  | オーストリア     | オーストリア鉄道歴史協会・カイザー・フランツ・ヨーゼフ鉄道            |
| 第2話  | 2010年5月27日 | 南アフリカ       | ロボス・レイル・ウテニカ・チュー・チュー・トレイン                    |
| 第3話  | 2010年6月24日 | スコットランド   | スコットランド鉄道保存協会・ストラスペイ鉄道 ジャコバイト号・マル鉄道 |
| 第4話  | 2010年7月8日  | 中国             | チャイナ・オリエント急行                                              |
| 第5話  | 2010年7月22日 | イギリス         |                                                                       |
| 第6話  | 2010年8月26日 | ニュージーランド |                                                                       |
| 第7話  | 2010年9月9日  | オランダ         |                                                                       |
| 最終話 | 2010年9月23日 | ポーランド       |                                                                       |

## スタッフ
- Mouissie Corporation in cooperation with EO （製作）
- 河口博 （ナレーション）
- 滝知史 （ナレーション）
- 嶋口麻美 （翻訳・演出）
- 小熊由布子 （翻訳）
- 岡村香 （演出）
- グロービジョン （日本語版制作）
- （株）ジー・ピー・エス （制作協力）
- （株）コイントス （制作）
- BS日テレ （制作）